# シオザキソウ
シオザキソウ（学名: Tagetes minuta ）は、キク科コウオウソウ属に分類される一年草。別名コゴメコウオウソウ。南米原産で、日本では帰化植物の一つ。花は貧弱であるが、マリーゴールドの近縁種とされる。中国名は、印加孔雀草。

## 分布
南アメリカを原産地とする。北アメリカ、アフリカ、オーストラリア、日本など世界中に帰化している。
日本では1957年に東京都江東区深川塩崎町（かつての深川区塩崎町、現在の塩浜2丁目）で、田中肇によって初めて帰化が確認され、和名も発見地に由来する。久内清孝は1955年に三重県で、1963に福岡県で見いだされたことを報告した。

## 特徴
一年生草本で草丈は20 - 100センチメートル (cm) ほどになる。全体に無毛で、強い臭いを放つ。葉は奇数羽状複葉で対生し、5 - 15個の小葉からなる。小葉には鋸歯があり、陽に透かすと円形で半透明の腺点が散在するのが見える。
頭花は枝に束生し、花も果実も黄緑色の総苞に隠れ、わずかに先端部分だけが出る。総苞片は癒着して、長さ8 - 14ミリメートル (mm) 、幅2 - 3 mmの筒状になり、先端は浅く5裂する。頭花のうち、舌状花は2 - 3個で、黄色で先が浅く2裂する。筒状花は3 - 5個つく。舌状花、筒状花ともに鱗片状の冠毛をもつ。果実は黒褐色の棒状で、トゲ状の冠毛がある。
市街地、草原、田畑などに生育する。
分類学的にはマリーゴールドに近縁な植物とされる。

## 利用

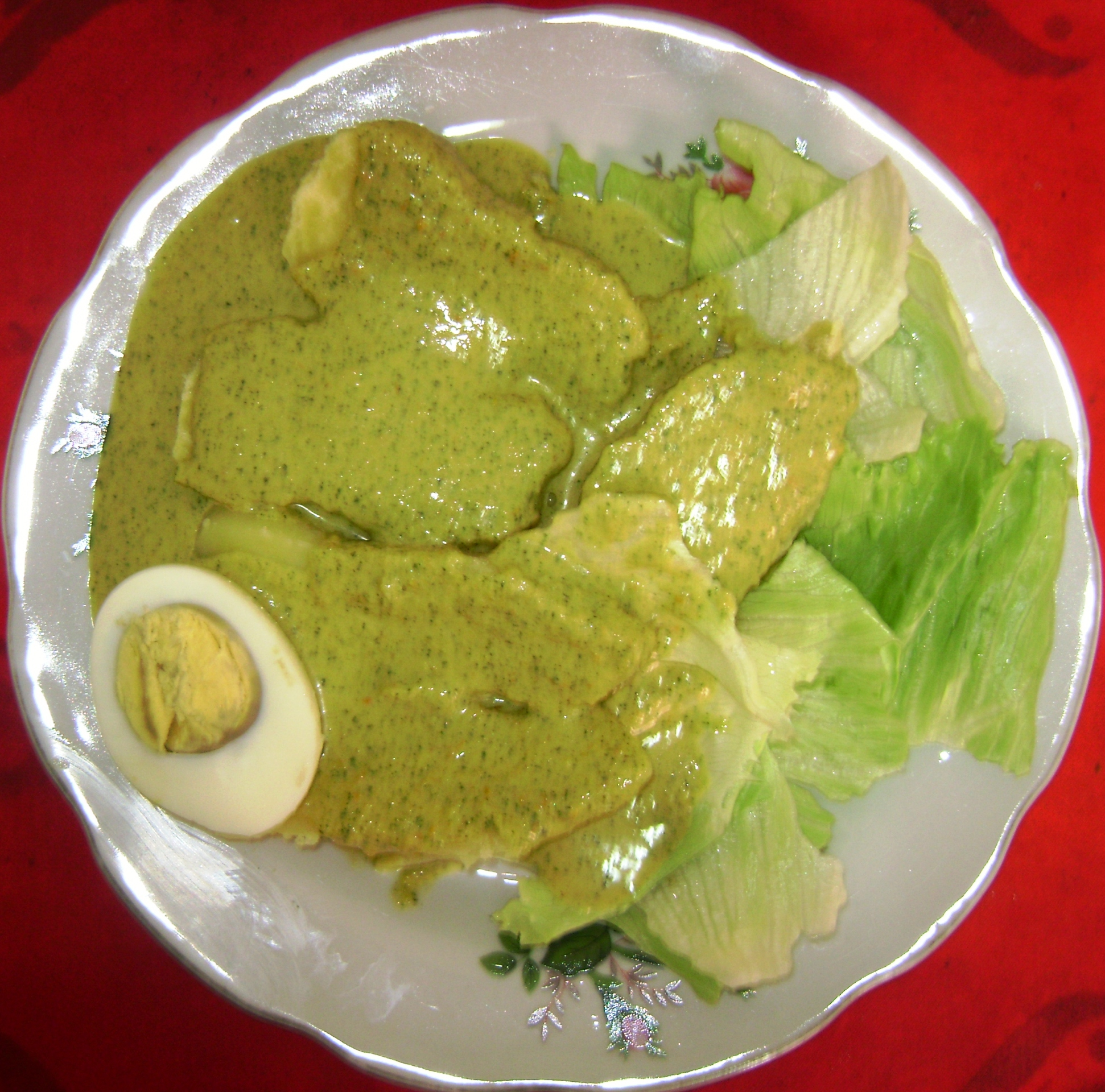
ペルー料理オコパとして使用されるシオザキソウ

ケチュア語ではワカタイ（Huacatay）といい、自生するペルー、エクアドル、チリとボリビアの一部ではハーブとして用いられる。